# Alsters herrgård
Alsters herrgård är en herrgårdsbyggnad i Alster, Karlstads kommun i Värmlands län.
Det är födelseplatsen för diktaren Gustaf Fröding, som föddes på herrgården den 22 augusti 1860. Alsters herrgård drivs idag som en minnesgård över Gustaf Fröding och är öppen för allmänheten dagligen i maj–september. Ett flertal verksamheter finns i anslutning till herrgården, såsom café, butiker och utställningar. Nära Alsters herrgård rinner Alsterån ut i Vänern.

## Historik
Det äldsta bevarade dokumentet som nämner Alsters herrgård är daterat till 1397 och under 1500-talet tillhörde det först drottning Margareta Eriksdotter (Leijonhufvud) och kung Gustav Vasa och senare hans son hertig Karl – Karlstads grundare. Huvudbyggnaden var då av sten och låg där östra flygeln står idag. På 1760-talet brann gården och den återuppfördes 1772 på sin nuvarande plats. Herrgårdsbyggnaden var då faluröd med endast ett våningsplan, men en andra våning byggdes till 1787.
Brukspatron Jan Fröding – Gustaf Frödings farfar – köpte Alsters herrgård 1837 och lät renovera byggnaden i nyklassicistisk stil efter ritningar av arkitekten Johan Fredrik Åbom. Herrgården blev då vitmålad och är så än idag. Kvar från denna tid finns fyra kakelugnar och en panoramatapet på andra våningen. 1928 köptes gården av överläkaren vid Karlstads centrallasarett, Per Clarholm, och vid hans död 1942 donerades den till landstinget som drev herrgården som ett konvalescenthem fram till 1968. Minnesgården över Gustaf Fröding öppnades 1976.

## Pjäser i urval
- 2007 Shirley Valentine, av Willy Russell, Lena Wallman-Alster
- 2007 Sjung vackert om kärlek, av Gottfried Grafström, Värmlandsteatern
- 2006 Svek, av Harold Pinter, Värmlandsteatern
- 2005 Ett dockhem, av Henrik Ibsen, Värmlandsteatern

## Galleri

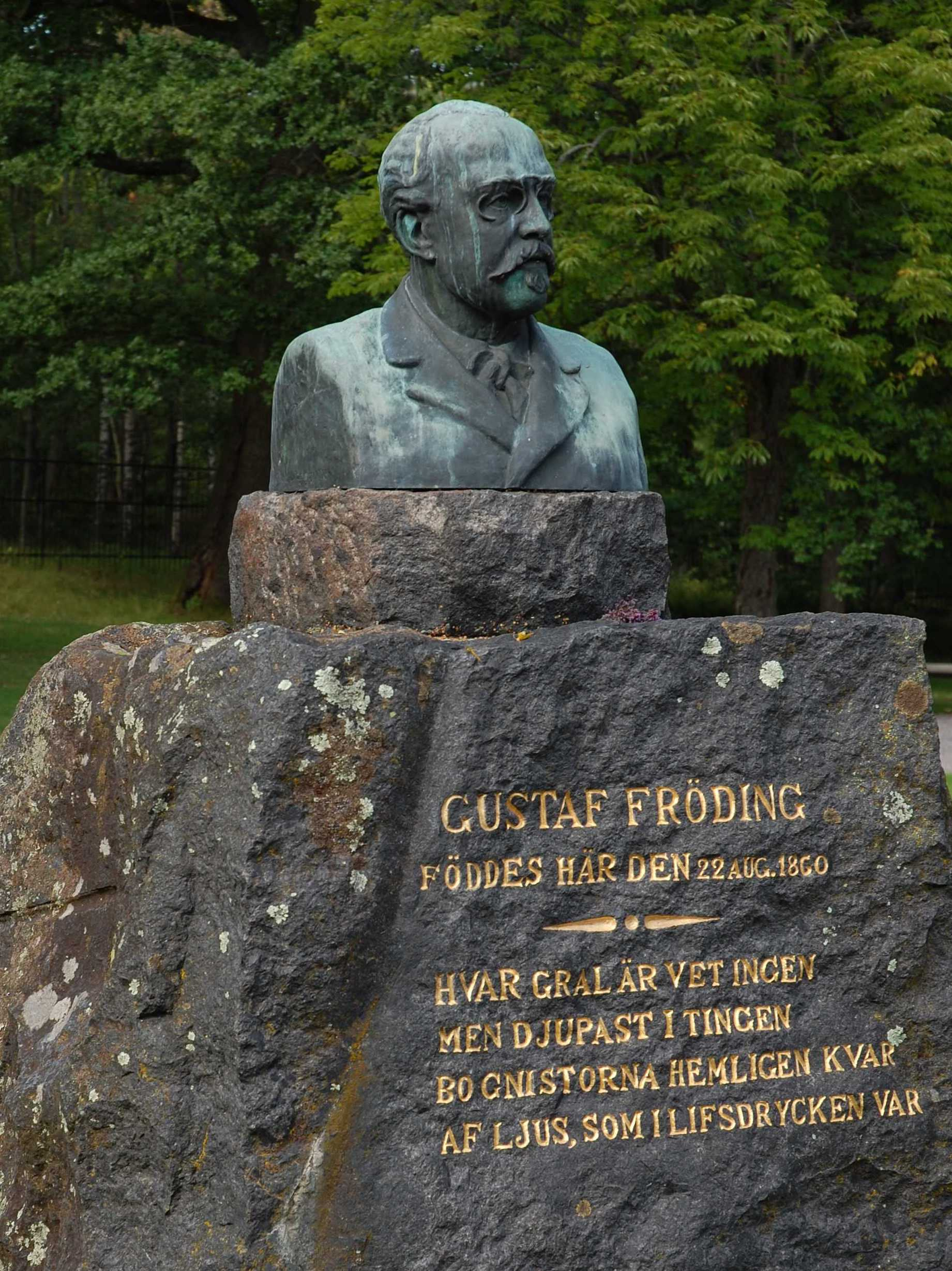
Gustaf Frödings byst vid Alsters herrgård.
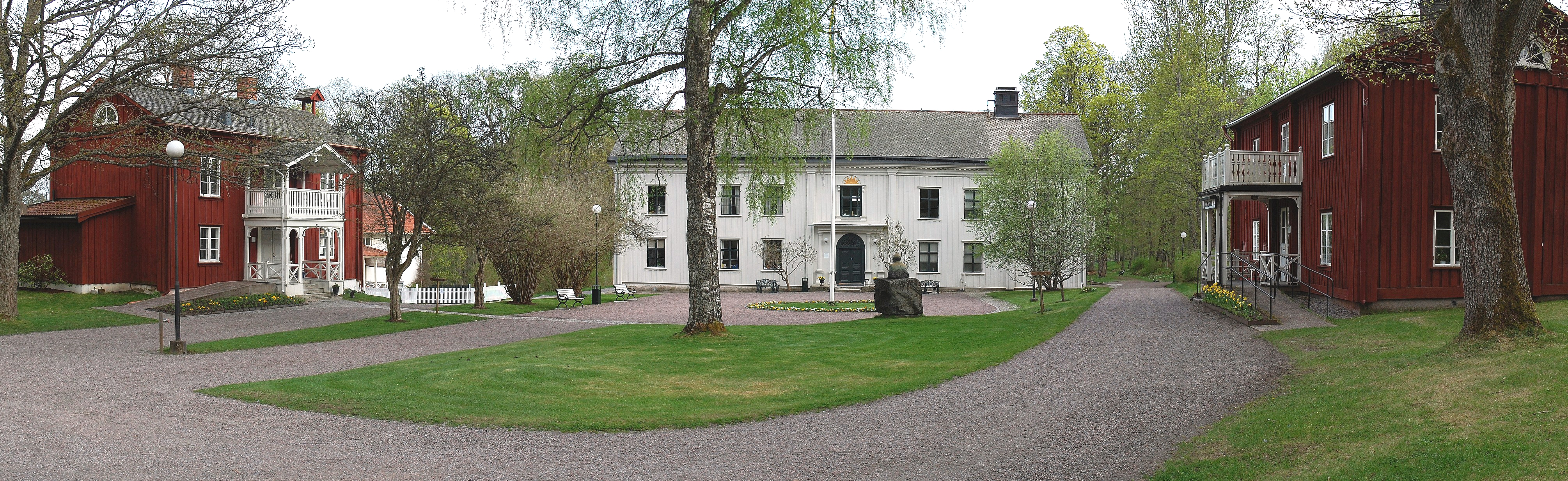
Herrgårdens norra sida med flyglarna.
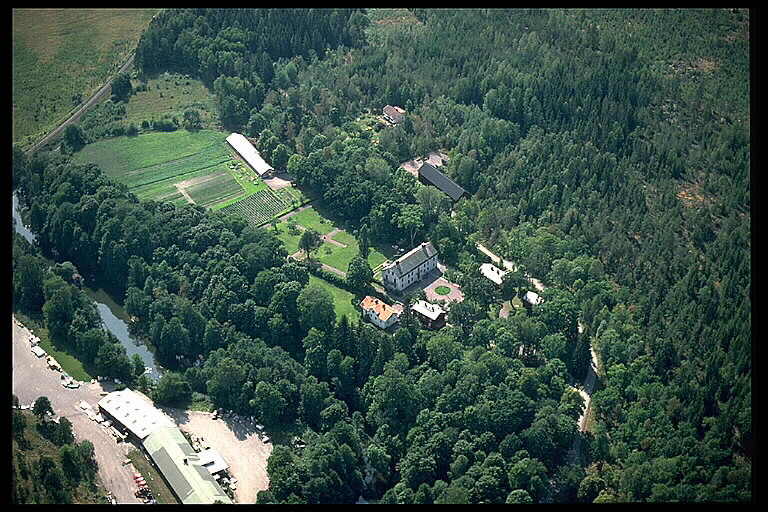
Flygbild över Alsters herrgård, 1989.